# Vượng Lộc
Vượng Lộc là một xã thuộc huyện Can Lộc, tỉnh Hà Tĩnh, Việt Nam.

## Địa lý
Xã Vượng Lộc nằm về phía đông bắc huyện Can Lộc, có vị trí địa lý:
- Phía đông giáp xã Thiên Lộc
- Phía tây giáp xã Thanh Lộc
- Phía nam giáp thị trấn Nghèn và xã Khánh Vĩnh Yên
- Phía bắc giáp thị xã Hồng Lĩnh.

Xã Vượng Lộc có diện tích 14,57 km², dân số năm 2019 là 8.866 người, mật độ dân số đạt 608 người/km².
Địa hình: Xã Vượng Lộc nằm trong vùng đồng bằng Lam Giang, là một vùng đất cổ do quá trình vận động của vỏ trái đất qua hàng trăm triệu năm bồi tích nên. Đồi núi: Phía Đông bắc Vượng Lộc có dãy núi Hồng Lĩnh - một danh sơn nổi tiếng ở xứ Nghệ, phía Tây có núi Lạc, thường gọi là núi Cài, tuy cao chưa đầy 200m nhưng đây là một ngọn núi được mệnh danh "Lạc Sơn tứ diện giai công hầu" có nghĩa là "bốn mặt núi Lạc lắm người tài giỏi".
Sông ngòi - Thủy văn: Sông Nghèn có tên gọi là Hạ Hoàng giang, khúc sông qua địa phận xã Vượng Lộc được gọi là sông Hạ Vàng, chảy dọc xã từ Bắc xuống Nam. Do bị bồi lấp nên thế kỷ XV vua Lê Thánh Tông đã cho khơi lại dòng chảy cùng với thời gian đào kênh ở Nghệ An, nên Nhân dân Vượng Lộc quen gọi là sông nhà Lê. Sông Nhe nhận nước sông Hà Hoàng từ Chợ Vy chạy qua các xã Kim Song Trường và xã Khánh Vĩnh Yên rồi ngoằn nghoèo, uốn lượn qua làng Đoài Duyệt đổ nước hợp lưu với sông Hạ Vàng ở bến Hạ Vàng để xuôi về Cửa Sót đổ nước ra biển Đông. Mùa mưa bão: Nước từ sông Hạ Vàng và sông Nhe đổ dồn về gây nên ngập lụt diện rộng. Mùa hè: Nắng hạn kéo dài cộng với triều cường từ Cửa Sót đẩy nước mặt vào sâu trong đất liền gây nên tình trạng đất đai bị nhiễm mặn.
Khí hậu: Xã Vượng Lộc chịu ảnh hưởng của tiểu vùng khí hậu phía Tây núi Hồng Lĩnh.

## Lịch sử
Tên gọi xưa kia của xã là Thổ Vượng, sau được đổi thành Vượng Lộc, người dân địa phương thường gọi trại thành Vượng lầy.
Cuối thế kỷ XIX đầu thế kỷ XX huyện lỵ Can Lộc từ thôn Phổ Hợp xã Phù Minh (nay là xã Thiên Lộc) dời về làng Đông Huề, xã Thổ Vượng nhưng sau trận lụt lớn năm 1917 nước ngập huyện đường sâu hơn 01 mét nên sau đó huyện lỵ Can Lộc lại chuyển lên làng Khiêm Ích, tổng Nga Khê nay thuộc thị trấn Đồng Lộc.
Thời nhà Nguyễn xã Thổ Vượng thuộc Tổng Độ Liêu (Đậu Liêu), huyện Can Lộc, phủ Đức Quang, tỉnh Hà Tĩnh; gồm các thôn: Thượng Hồ, Đoài Thiên Nam, Thượng Hoà, Đông Hoà, Đông Ngoã, Đông Thiên Nam.
Trước năm 1927 gồm các thôn, làng: Thượng Hồ, Đoài Thiên Nam, Thượng Hoà, Đông Hoà, Đông Ngoã, Đông Thiên Nam.
Năm 1927, lập thêm làng Cự Lâm gồm các giao dân công giáo toàn tòng thuộc giáo xứ Kim Lâm.
Từ 1927-1946 gồm các thôn, làng: Thượng Hồ, Đoài Thiên Nam, Thượng Hoà, Đông Hoà, Đông Ngoã, Đông Thiên Nam, Cự Lâm.
Từ 1946-1952 gồm các thôn, làng: Đoài Duyệt, Đông Huề, Đông Mỹ, Đông Thịnh, Thượng Huề và Thượng Hồ, Cự Lâm, Đồng Mía và làng Hữu.
Năm 1946, sáp nhập thêm xóm Đồng Mía và làng Hữu Lộc thuộc xã Kiệt Thạch (nay là xã Thanh Lộc).
Năm 1949, Thổ Vượng hợp nhất với xã Đậu Liêu và xã Kiệt Thạch để thành lập xã Hồng Minh.
Năm 1952 giải thể xã Hồng Minh, tái lập xã Thổ Vượng.
Năm 1954, đổi tên thành xã Vượng Lộc.
Từ năm 1952-2012, gồm các xóm được đánh số: 1, 2, 3, 4, 5, 6, 7, 8, 9, 10, 11, 12, 13, 14, 15.
Từ năm 2012 đến nay gồm các thôn, xóm, làng: Xóm Kinh tế mới, xóm Hồng Vượng, thôn Thái Hòa, làng Đoài Duyệt, thôn Đông Mỹ, làng Cử Lâm, xóm Hạ Vàng, Đông Huề, thôn Hồng Lĩnh, Làng Ngùi.
Ngày 13 tháng 12 năm 2018, HĐND tỉnh Hà Tĩnh ban hành Nghị quyết số 126/NQ-HĐND về việc đổi tên thôn Làng Ngùi thành thôn Làng Lau.